# Hormoonverstorende stof
Een hormoonverstorende stof of hormoonverstoorder (in het Engels endocrine disruptor) is een lichaamsvreemde stof die functies van het hormoonsysteem verstoort. Zo'n stof veroorzaakt daardoor nadelige effecten op de gezondheid in een intact organisme of diens nageslacht of in (sub)populaties. Een hormoonverstorende stof moet worden onderscheiden van een hormoonbeïnvloedende stof die niet noodzakelijkerwijs een nadelig effect hoeft te hebben. Als nadelig wordt beschouwd veranderingen op het niveau van de cel of het orgaan binnen het intacte organisme, het organisme als geheel of de (sub)populatie, die leiden tot een ziekte of fysiologisch disfunctioneren, of een veranderde timing van de ontwikkeling. Het effect van het verstoren van het hormoonsysteem kan op verschillende manieren tot uitdrukking komen, zoals in de ontwikkeling van het lichaam, de reactie op infecties, het ontstaan van kanker of bij de voortplanting. Chemische stoffen van verschillende afkomst kunnen verstorend werken op het hormoonsysteem, zoals natuurlijke en synthetische hormonen, secundaire plantenstoffen, andere synthetische stoffen en uitstoot van vervuilende stoffen. Stoffen met diverse toepassingen kunnen het hormoonsysteem verstoren, zoals bestrijdingsmiddelen, vlamvertragers, weekmakers, grondstoffen voor plastics en voor cosmetica. Hormoonverstorende stoffen kunnen van bijvoorbeeld de verpakking terechtkomen in voedsel, en ook andere producten kunnen dergelijke stoffen bevatten of ermee zijn verontreinigd. Hormoonverstorende stoffen kunnen vrijkomen uit dergelijke producten tijdens de fabricage, bij consumptie of gebruik en in de afvalfase.
Sommige effecten van blootstelling aan hormoonverstorende stoffen tijdens de vroege ontwikkeling worden vaak pas duidelijk lang nadat de blootstelling heeft plaatsgevonden, in een latere levensfase en de effecten zijn dan onomkeerbaar. De gevoeligste periodes voor blootstelling aan hormoonverstorende stoffen zijn van de conceptie tot aan de puberteit. Blootstelling tijdens de ontwikkeling, ook als die niet leidt tot herkenbare geboorteafwijkingen, kan permanente veranderingen veroorzaken die gedurende het hele leven kunnen leiden tot het vaker voorkomen van bepaalde ziekten.
Hormoonsystemen zijn sterk vergelijkbaar in gewervelde diersoorten en de effecten van hormoonverstoring doen zich voor onafhankelijk van de soort. Effecten die zijn aangetoond in wilde dieren of experimenten op proefdieren kunnen ook optreden bij mensen als ze worden blootgesteld aan dezelfde hormoonverstorende stoffen.
De aandacht voor hormoonverstoring onder wetenschappers en in de maatschappij neemt toe als gevolg van drie ontwikkelingen:
- Het vaak voorkomen van verschillende hormonale aandoeningen bij de mens en de toename daarin.
- Het optreden van hormonale effecten in dierpopulaties in het wild.
- Het vaststellen van verstoring van het hormoonsysteem en daaraan gekoppeld het optreden van ziektes of afwijkingen, in laboratoriumstudies.[4]

## Werking

Vergelijking van de structuur van het natuurlijke hormoon estradiol (links) met nonylfenol (rechts), een stof die het hormoonsysteem verstoort

Stoffen kunnen het hormoonsysteem op verschillende manieren ontregelen.
- Sommige stoffen hechten zelf aan hormoonreceptoren en werken daar als pseudo-hormoon of voorkomen juist de interactie tussen het hormoon en de receptor. Andere stoffen beïnvloeden daarentegen een van de vele eiwitten die de aanmaak, afgifte, activiteit of afbraak van een hormoon regelen, of het transport ervan naar z'n normale doelcel of -weefsel.[bron?]
- Het effect van hormoonverstorende stoffen is niet-lineair, dat wil zeggen dat bij een kleine hoeveelheid van de stof al een relatief groot effect optreedt terwijl er bij een grotere hoeveelheid een relatief of zelfs absoluut kleiner effect is. Dergelijke dosis-effectrelaties zijn zowel in vitro als in vivo aangetoond.[bron?]
- Van sommige stoffen is bekend dat ze gelijktijdig verschillende delen van het hormoonsysteem beïnvloeden.[bron?]
- De gevoeligheid voor hormoonverstorende stoffen is het hoogst tijdens de celdifferentiatie en de weefselvorming. Hierdoor treden bij een lagere doses ontwikkelingsstoornissen op bij embryo's en jonge kinderen, terwijl effecten bij volwassenen optreden bij hogere doses.[4]

## Hormoonverstoring bij de mens
De blootstelling aan hormoonverstorende stoffen van mensen neemt toe. Naast voedsel en drinkwater, zijn er sinds het jaar 2000 nieuwe blootstellingsroutes voor (potentieel) hormoonverstorende stoffen geïdentificeerd. Kinderen hebben een hogere blootstelling aan chemische stoffen in vergelijking met volwassenen, bijvoorbeeld doordat ze voorwerpen in hun mond stoppen en door hun hogere stofwisselingssnelheid.
Een aantal ziektes en afwijkingen die een gevolg zijn van verstoring van het hormoonsysteem komen steeds vaker voor.
- In sommige landen heeft groot deel (tot 40%) van de jonge mannen een slechte kwaliteit sperma, hetgeen hun vermogen om kinderen te verwekken aantast.[bron?]
- Misvormingen van de geslachtsorganen van mannelijke baby's komen vaker voor, zoals niet ingedaalde teelballen (cryptorchisme) en misvormingen van de penis (hypospadie).[bron?]
- In vele landen worden baby's vaker te vroeg geboren of hebben een laag geboortegewicht.[bron?]
- In sommige landen hebben veel kinderen neurologische aandoeningen die een gevolg zijn van een afwijkende activiteit van de schildklier en deze aandoeningen komen de afgelopen decennia vaker voor.[bron?]
- Mondiaal is het voorkomen van kanker in klierweefsels (borst, baarmoeder, eierstok, prostaat, teelbal en schildklier) de afgelopen 40-50 jaar gestegen.[bron?]
- In alle landen waar dit is onderzocht krijgen jonge meisjes eerder borsten.[bron?] Dit is een risicofactor voor het ontstaan van borstkanker.[bron?]
- Overgewicht en type 2 diabetes zijn wereldwijd dramatisch toegenomen in de afgelopen 40 jaar. De WHO schat het aantal volwassenen dat te zwaar is op 1,5 miljard, en dat het aantal mensen met type 2 diabetes is tussen 1980 en 2008 gestegen van 153 miljoen tot 347 miljoen.[4]

## Hormoonverstoring in het milieu

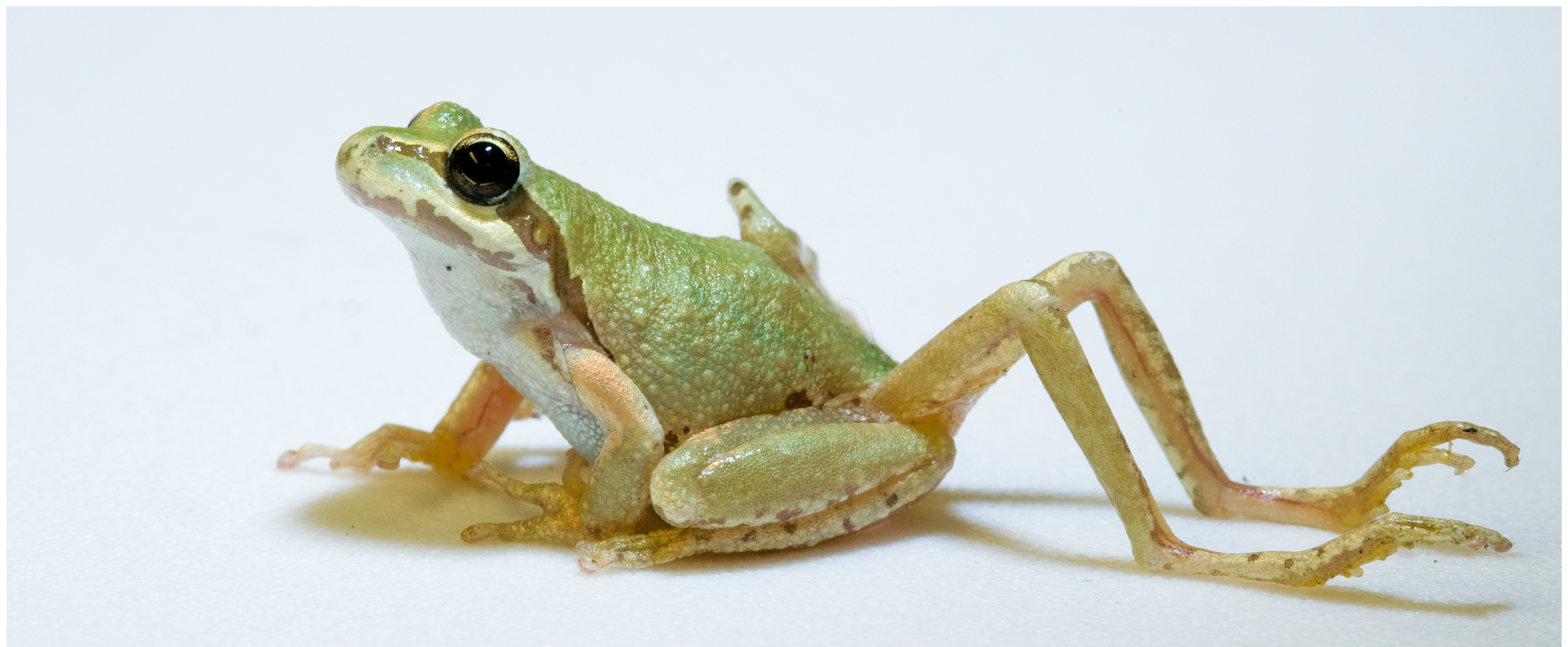
kikker met misvormde poten als gevolg van een parasiet; zulke misvormingen kunnen in het laboratorium worden veroorzaakt door blootstelling aan (E)-4-[2-(5,6,7,8-tetrahydro-5,5,8,8-tetramethyl-2-naphthylenyl)-1-propenyl]benzoëzuur (TTNPB) in geschikte stadia van ontwikkeling

Hormoonverstorende stoffen verspreiden zich in het milieu en sommige van deze stoffen hopen zich op in planten, dieren en sedimenten. Bijvoorbeeld wanneer de mens zulke planten of dieren eet vindt secundaire blootstelling plaats.
- Stoffen waarvan is aangetoond dat die het hormoonsysteem verstoren of daarvan verdacht worden, verspreiden zich wereldwijd in het milieu door handel en transport, maar ook via het water, de lucht en neerslag. Overal op de aarde worden ecosystemen hierdoor aan deze stoffen blootgesteld.[bron?]
- Tot omstreeks het jaar 2000 was er uitsluitend bewijs dat mens en milieu blootgesteld worden aan persistente organische verontreinigende stoffen, maar inmiddels is duidelijk dat het ook om andere (potentieel) hormoonverstorende stoffen gaat.[bron?]
- Door het verbod van persistente organische verontreinigende stoffen is de blootstelling daaraan verminderd en dit heeft geleid tot het herstel van sommige populaties. Het is daarom aannemelijk dat andere hormoonverstorende stoffen, waarvan de concentratie in het milieu is gestegen, bijdragen aan de huidige populatieafname in sommige diersoorten.[bron?] Populaties die ook aan andere stressfactoren bloot staan, zijn bijzonder gevoelig voor hormoonverstorende stoffen.[bron?]
- De concentratie van sommige nieuwere persistente organische verontreinigende stoffen bij mensen en dieren in het wild neemt nog steeds toe. Er is ook blootstelling aan minder persistente en minder bioaccumulerende, maar alomtegenwoordige chemische stoffen.[4]

## Stoffen en hun effecten
Verschillende stoffen werken in op verschillende delen van het hormoonsysteem, hebben verschillende manieren waarop ze het hormoonsysteem beïnvloeden en blootstelling heeft verschillende effecten op de ontwikkeling of de gezondheid.
- Bij jonge jongens die tijdens de zwangerschap zijn blootgesteld aan di-ethylstilbestrol (DES), polybroomdifenylethers (PBDE's) en beroepsmatige blootstelling aan pesticiden komen niet ingedaalde teelballen (cryptorchisme) vaker voor.[bron?] Recent zijn er ook aanwijzingen gevonden voor een verband met de pijnstiller paracetamol.[bron?] Het is echter helemaal niet zeker dat pcb's of dichloordifenyldichlooretheen (DDE) en DDT ook een relatie hebben met cryptorchisme.[bron?]
- Hoge blootstelling aan dioxinen en bepaalde pcb's (bij vrouwen die bepaalde ontgiftende enzymen missen) zijn risicofactoren bij borstkanker. Hoewel blootstelling aan natuurlijke, en uit het oogpunt van geboortebeperking toegediende synthetische oestrogenen kan leiden tot borstkanker, ontbreekt het bewijs dat andere stoffen met een sterk vergelijkbare structuur die op een andere manier worden opgenomen ook dit effect zouden hebben.[bron?]
- Het risico op prostaatkanker is hoger bij mensen die beroepsmatig zijn blootgesteld bestrijdingsmiddelen (hoewel onduidelijk is welke bestrijdingsmiddelen dat risico veroorzaken). Ook blootstelling aan sommige pcb's en arseen verhoogt het risico op prostaatkanker. Sommige epidemiologische studies laten ook een zwak verband zien met belasting door cadmium.[bron?]
- Een grotere belasting met pcb's komt samen voor met een achterblijvende ontwikkeling van de hersenen. ADHD (attention deficit hyperactivity disorder of aandachtstekort-hyperactiviteitstoornis) komt vaker voor bij delen van de bevolking die sterker blootgesteld zijn geweest aan organofosfaat-bestrijdingsmiddelen.[bron?]
- Een extra risico op schildklierkanker is vastgesteld bij mensen die bestrijdingsmiddelen verspuiten en bij hun vrouwen (hoewel onduidelijk is welke bestrijdingsmiddelen dat risico veroorzaken).[4]

## Wetenschappelijke uitdagingen

verschillende levensfases van de zebravis Danio rerio, die vaak gebruikt wordt voor het uitvoeren van toxicologische testen

Het is in praktijk lastig om overtuigend aan te tonen dat een stof het hormoonstelsel zodanig beïnvloedt dat dit een nadelig effect heeft. Daarvoor zijn verschillende oorzaken.
- Er zijn ongeveer 800 stoffen waarvan bekend is of verwacht wordt dat ze met hormoonreceptoren binden, of de aanmaak en omzetting van hormonen beïnvloeden. Slechts een klein deel daarvan is getest op hun hormoonverstorende werking in intacte organismen. Het overgrote deel van de chemische stoffen die in producten worden verwerkt zijn helemaal niet getest op beïnvloeding van het hormoonsysteem. Dit gebrek aan gegevens betekent dat de risico's van chemische stoffen die mogelijk het hormoonsysteem verstoren grotendeels onbekend zijn.[4]
- Veel wetenschappelijke studies[bron?] die effecten laten zien die mogelijk een gevolg zijn van hormoonverstoring missen betrouwbare metingen van de blootstelling aan de betreffende stof, vooral wanneer deze stof relatief snel wordt afgebroken in het lichaam of in het milieu. Dit betekent dat tegen de tijd dat het effect kan worden vastgesteld de stof niet meer kan worden aangetoond. Hierdoor is een hormoonverstorend effect bijna uitsluitend overtuigend aangetoond voor persistente stoffen, zoals pcb's, DDT en dioxines.[3]
- De grote toename in het voorkomen van ziektes die samenhangen met verstoring van het hormoonsysteem sluit uit dat genetische factoren daarvan de enige oorzaak zouden zijn. Milieufactoren zoals voeding, leeftijd van de moeder, virusziekten en blootstelling aan chemische stoffen spelen ook een rol, maar de aandelen van elk van deze factoren zijn moeilijk te bepalen.
- Blootstelling tijdens de volwassenheid kan een heel ander effect hebben dan blootstelling tijdens zwangerschap, rondom de geboorte, tijdens de jeugd en de puberteit.[bron?] Dit vereist dat de huidige praktijk - waarbij korte tijd na de blootstelling wordt vastgesteld of er toxicologische effecten op zijn getreden - moet worden aangepast. Om volledig inzicht te krijgen in de gevolgen van hormoonverstorende stoffen zouden testen zowel moeten worden uitgevoerd op vroegere ontwikkelingsstadia, als dat de effecten gedurende de gehele resterende levensduur moeten worden waargenomen.[bron?]
- Voor veel gezondheidseffecten op de mens zijn er geen geschikte testen beschikbaar, zoals voor aandoeningen van het voortplantingssysteem van de vrouw en voor hormoongeïnduceerde kankers. Dit belemmert het onderzoek naar dit soort risico's van hormoonverstorende stoffen.[4]

## Beleid
Maatregelen zoals verboden en beperkingen op lood, chloorpyrifos, tributyltin, pcb's en andere persistente organische verontreinigende stoffen zijn effectief gebleken om blootstelling aan hormoonverstorende stoffen te verminderen. Dit heeft bijgedragen aan de afname van bepaalde aandoeningen bij mensen en dieren.
In de Europese regelgeving wordt op verschillende manieren met hormoonverstorende stoffen omgegaan. In REACH kunnen hormoonverstorende stoffen op een case-by-case basis worden aangewezen als zeer zorgwekkende stoffen (of SVHC's: Substances of Very High Concern), als er wetenschappelijk bewijs is dat er waarschijnlijk ernstige gevolgen zijn voor de menselijke gezondheid of het milieu (artikel 57f). De stof wordt dan op de lijst geplaatst van kandidaten voor autorisatie. Indien een bedrijf een dergelijke stof wil gebruiken moet voor de betreffende toepassing van die stof worden aangetoond dat met de voorgestelde beschermingsmaatregelen het risico beperkt is en dat er nog geen geschikte alternatieven beschikbaar zijn. Dit heeft tot doel de blootstelling aan deze stoffen terug te dringen en ze uiteindelijk te vervangen door veiligere alternatieven. Tot dusver is er slechts één stof, bis(2-ethylhexyl)ftalaat (DEHP), in verband met z'n hormoonverstorende werking op de kandidatenlijst geplaatst.
Volgens de Gewasbeschermingsmiddelenverordering mag een middel met een hormoonverstorende werking alleen worden toegelaten als de blootstelling verwaarloosbaar is. De Europese Commissie voert momenteel een impact assessment uit naar de gevolgen van verschillende sets criteria om hormoonverstorende stoffen te identificeren. De Europese Commissie verwacht in 2016 of 2017 criteria te kunnen voorstellen om hormoonverstorende stoffen op een eenduidige manier te identificeren. Tegelijkertijd is de Europese Commissie begonnen om met de lidstaten "verwaarloosbare blootstelling" te definiëren.